# Euphyia notabilis
Euphyia notabilis là một loài bướm đêm trong họ Geometridae.